# Szórásdiagram

Szórásdiagram, amelynél a két változó között feltehetőleg nincs kapcsolat

A szórásdiagram vagy más néven pontfelhődiagram két változó viszonyának vizuális leképezése. Az adatelemzés kezdeti szakaszában gyakran alkalmazott módszer. 
Az adatgyűjtés során gyakran szembeötlik, hogy az egyszerre mért két változó között valamilyen viszonyrendszer, kapcsolat húzódik meg, azaz az egyik változó értéke a másik értékétől látszik függeni. Ekkor az összetartozó értékpárokat (x, y) koordinátáknak tekintjük, és a koordinátageometria szabályai szerint egy derékszögű koordináta-rendszerben a sík pontjaiként tüntetjük fel. A függőnek tekintett változó értékeit az egyes pontokból a grafikon y, függőleges tengelyére, míg a független változó értékeit az x, vízszintes tengelyére levetítve olvashatjuk le.
A szórásdiagram az alábbi tulajdonságokra derít gyorsan fényt: 
1. Az egyes változók terjedelmét, azaz a legnagyobb és legkisebb elem közötti különbséget
2. Az egyes változókhoz tartozó értékek eloszlási mintázatát
3. Az egyes változók kiugró értékeit
4. A két változó viszonyára utaló eloszlásokat[2]

## Lásd még
- Regressziószámítás: görbeillesztés a pontfelhőre, vagyis a változók közötti valószínű kapcsolat matematikai, függvényszerű leírása, számszerűsítése.